# Monica Wilson
Monica N. Wilson (geb. 3. Januar 1908 in Lovedale; gest. 26. Oktober 1982 in Hogsback), geborene Hunter, war eine südafrikanische Anthropologin und Hochschullehrerin.

## Leben
Monica Hunter wurde in einer Familie aus Schottland stammender Missionare geboren. Ihr Bildungsweg führte über das Lovedale College zu einem Anthropologiestudium an die University of Cambridge. Nach ihrer Rückkehr in die Heimatregion befasste sie sich mit soziologischer Feldforschung, aus der ihr Werk Reaction to Conquest (1936) entstand. Diese Arbeit erwuchs zu einer stark diskutierten Herausforderung gegenüber den bisher verbreiteten Auffassungen über indigene Gesellschaften am Kap, die bislang als traditionell statische Gruppen galten. Später lehrte sie in Fort Hare (1944–1946), seit 1946 an der Rhodes University und später in Kapstadt. In Fort Hare war sie zudem für das Women’s Hostel verantwortlich und an der Rhodes University hatte sie den Lehrstuhl für Sozialanthropologie inne. In diesen Funktionen beeinflusste sie nicht nur junge schwarze Anthropologiestudenten, sondern auch ANC-Mitglieder, wie Godfrey Pitje (ehem. Mitarbeiter von Mandela & Tambo, Johannesburg, ANCYL-Führungskraft) und Livingstone Mqotsi (Sozialanthropologe, Dozent, Psychologe, NEUM-Mitglied). Im Verlaufe der Hochschulvorlesungen entlarvte sie viele Mythen, die zur Rechtfertigung der „weißen Vorherrschaft“ im Land dienten. Ihr bereits zu Lebzeiten verbreitete Ruf als „intellectual hero“ beruhte auf ihrer starken Einflussfähigkeit unter den Xhosa und der großzügigen persönlichen Gastfreundschaft, in deren Rahmen auf ihrem Farmanwesen in Hogsback Picknicks für schwarze Studenten veranstaltet wurden, obwohl das Verbot hier „Whites only“ (deutsch: „Nur Weiße“) ebenso galt.
Sie war Professorin für Sozialanthropologie an der Universität von Kapstadt und zugleich die erste Frau mit diesem akademischen Titel in Südafrika. Auf akademischem Gebiet galt sie als Spezialistin für das Volk der Nyakyusa. Sie forschte bei den Pondo in Natal zu den Reaktionen auf die europäische Eroberung in Südafrika. Zusammen mit dem Historiker Leonard Thompson (1916–2004) gab sie die Oxford History of South Africa heraus.
1980 wurde sie zum korrespondierenden Mitglied der British Academy geählt.

## Galerie

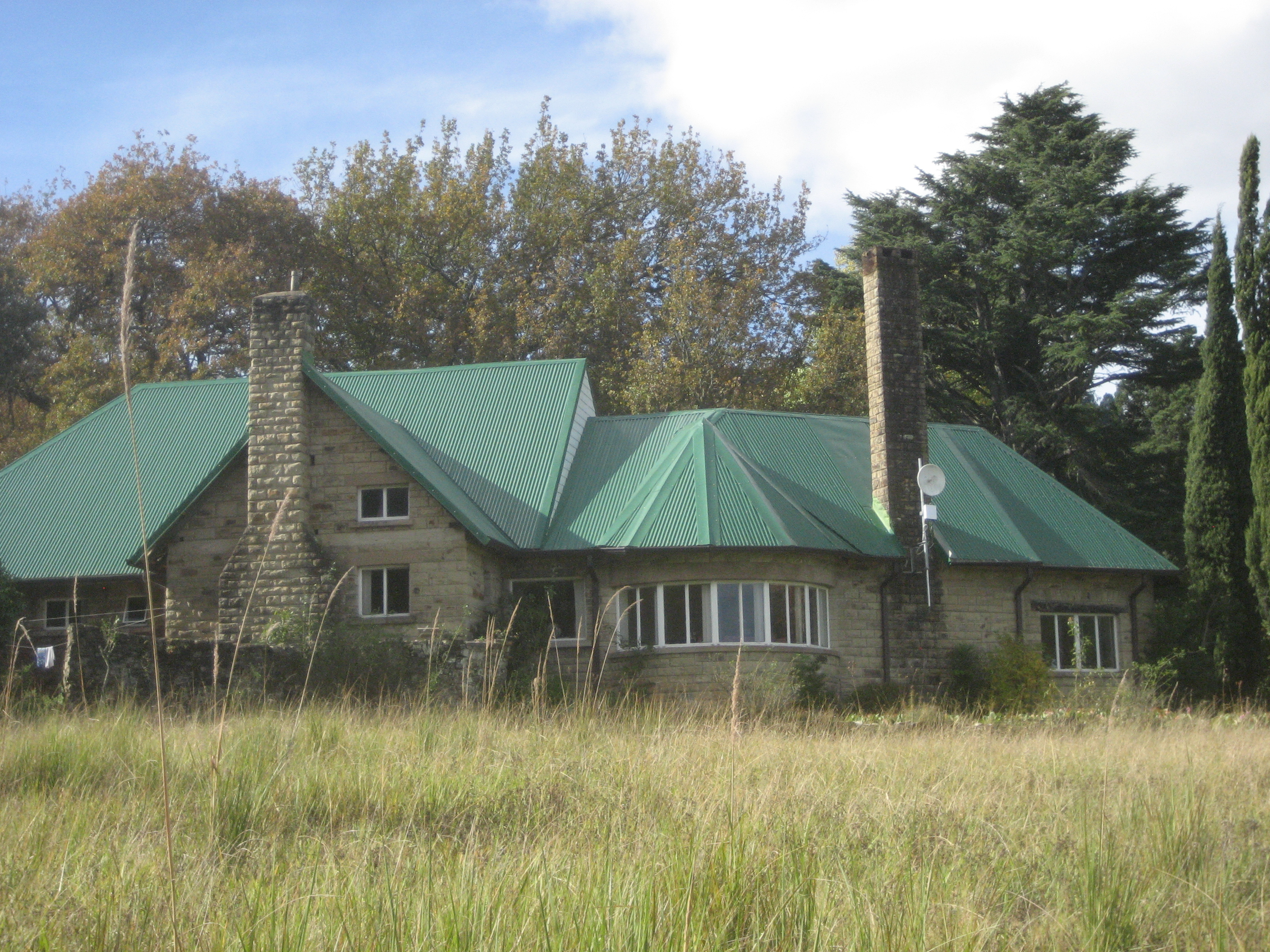
Anwesen von Monica Wilson in Hogsback
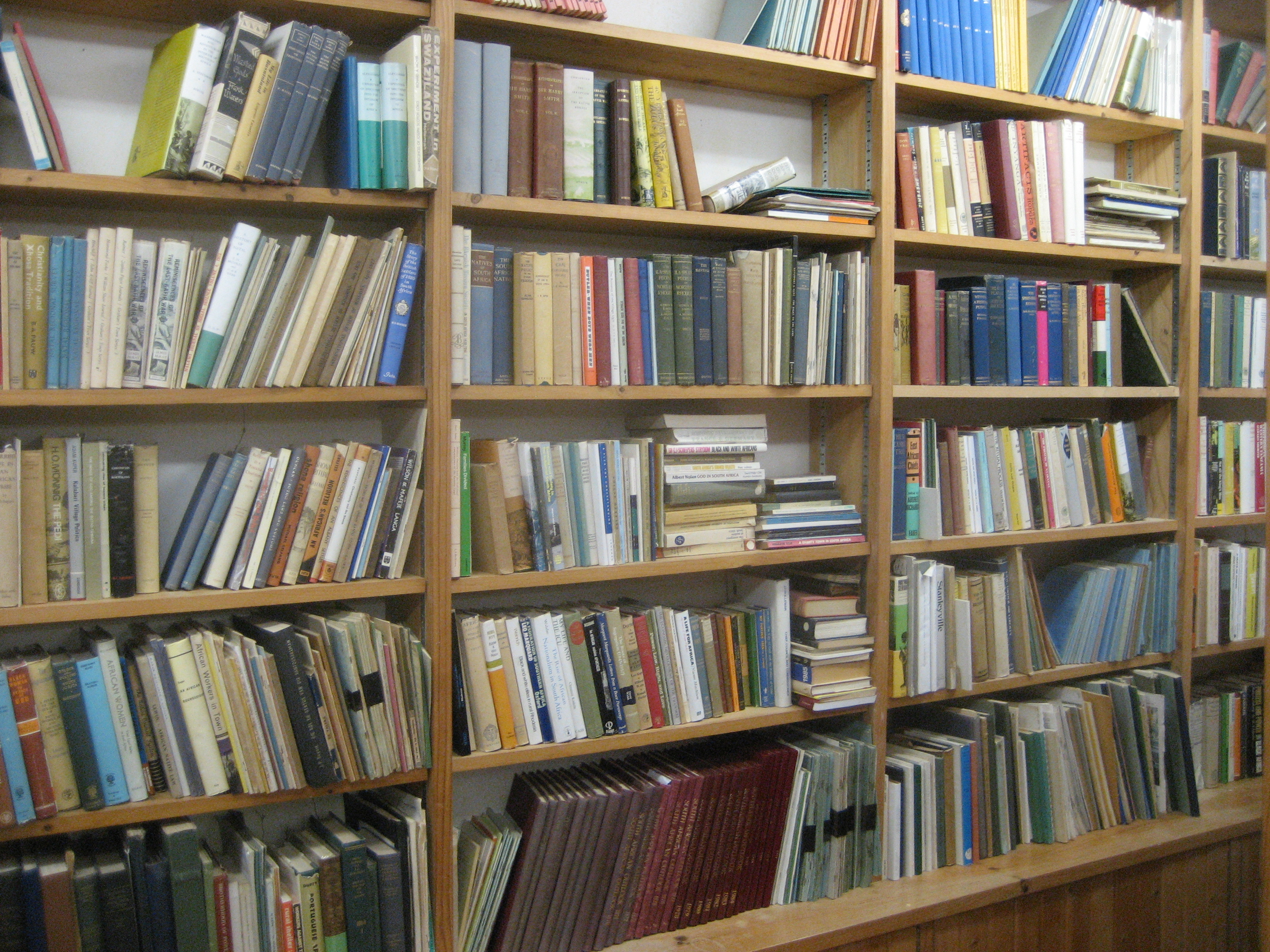
Bibliothek (Innenansicht)
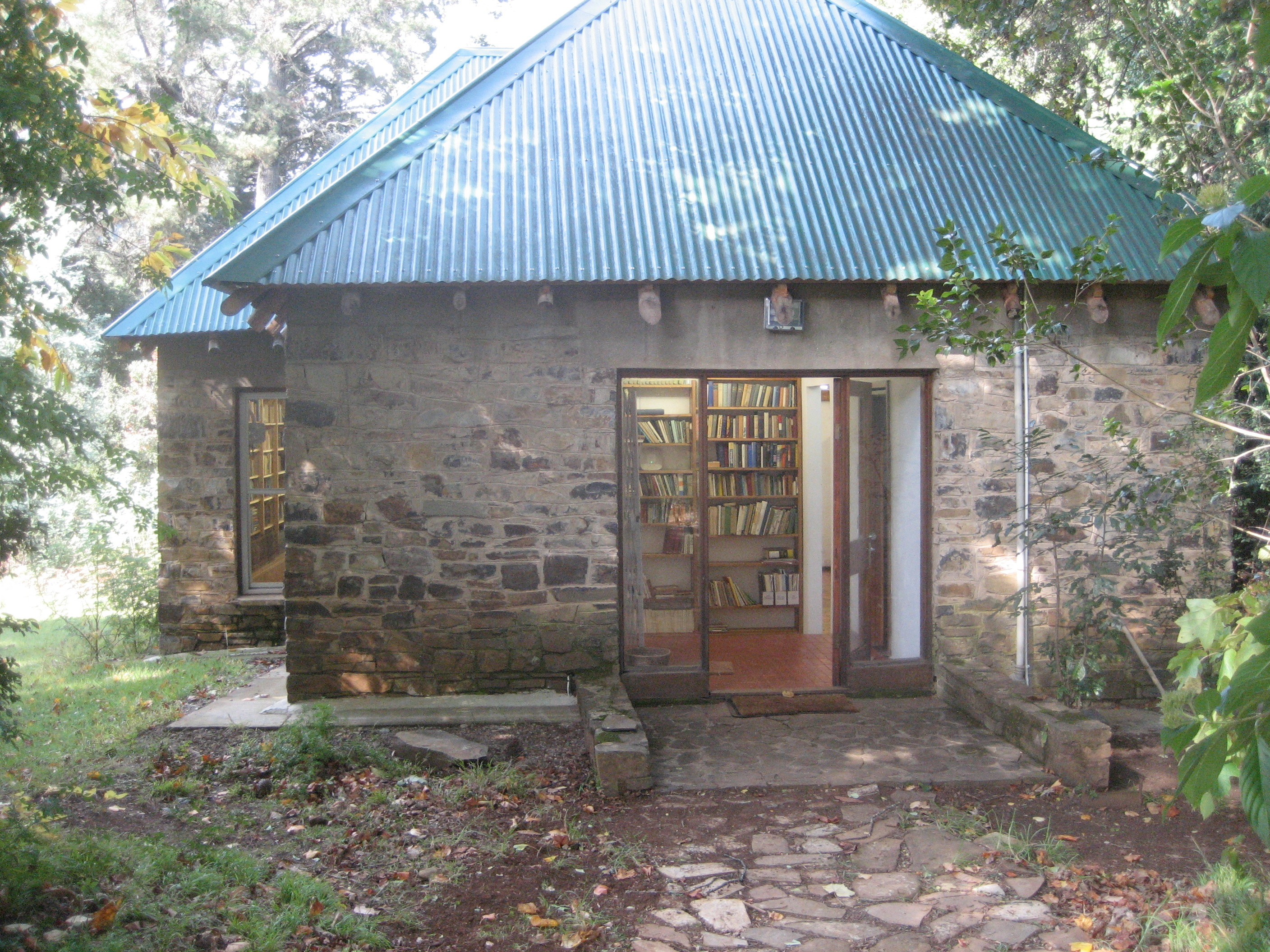
Bibliothek (Außenansicht)
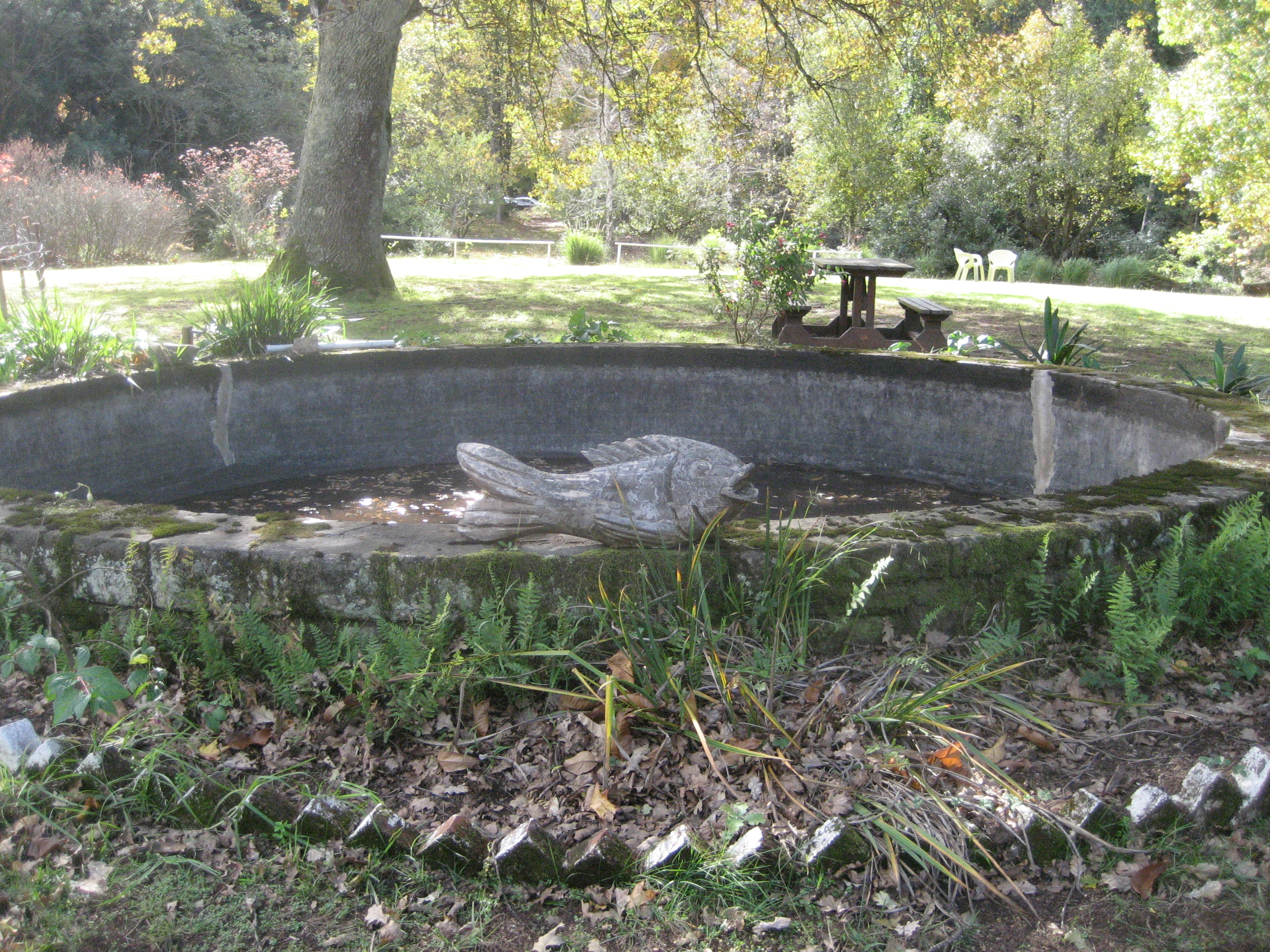
Teich (Hogsback)

## Publikationen
- Reaction to Conquest: Effects of Contact with European on the Pondo of South Africa. With an introd. by J. C. Smuts. International Institute of African Languages and Cultures,  Oxford University Press, 1936 (2d ed. 1961[6]).
- The Analysis of Social Change. CUP Archive, 1945, mit Godfrey Wilson
- Good Company. A Study of Nyakyusa Age-villages. London, 1951.
- Rituals of kinship among the Nyakyusa. Oxford University Press, London, New York, 1957.[7]
- (Hrsg.): The Oxford History of South Africa. Clarendon Press, 1971. (zusammen mit Leonard Thompson)[8]
- For men and elders: change in the relations of generations and of men and women among the Nyakyusa – Ngonde people 1875–1971. Holmes & Meier, 1977.